# Mrożyczka
Mrożyczka – zalew w Głownie (miasto w województwie łódzkim), utworzony w 1975 na rozlewiskach rzeki Mrogi, o powierzchni około 38 ha.

## Charakterystyka
Zalew składa się z dwóch akwenów oddzielonych groblą, na której biegnie droga krajowa nr 14. Na środku grobli znajduje się most nad Mrogą łączącą oba akweny. Jaz znajduje się pod pieszo-rowerowym mostem, łączącym ulicę Młynarską, przy której znajduje się siedziba Urzędu Miasta i Bank Spółdzielczy z parkingiem przy ulicy Zgierskiej, na którym odbywają się miejskie imprezy i placem zabaw. 
Mroga zasila zbiornik w różnorodne gatunki ryb. Występują tu m.in. karasie, liny i płocie. 

## Turystyka
Zalew posiada przystań wodną z wypożyczalnią sprzętu pływającego oraz plażę z małą gastronomią. W okresie letnim Mrożyczka jest miejscem wypoczynku dla mieszkańców Łodzi.